# رامون سالاسار
رامون سالاسار (اسپانیایی: Ramón Salazar‎؛ زادهٔ ۲۸ مهٔ ۱۹۶۳) بازیگر، فیلم‌نامه‌نویس و کارگردان فیلم اهل اسپانیا است.
از فیلم‌ها یا برنامه‌های تلویزیونی که وی در آن نقش داشته‌است، می‌توان به الیت، می‌خواهمت، ۱۰٬۰۰۰ شب هیچ‌کجا، ۲۰ سانتی‌متر، سنگ‌ها و سه قدم بالاتر از بهشت اشاره کرد.